# Christian Audigier

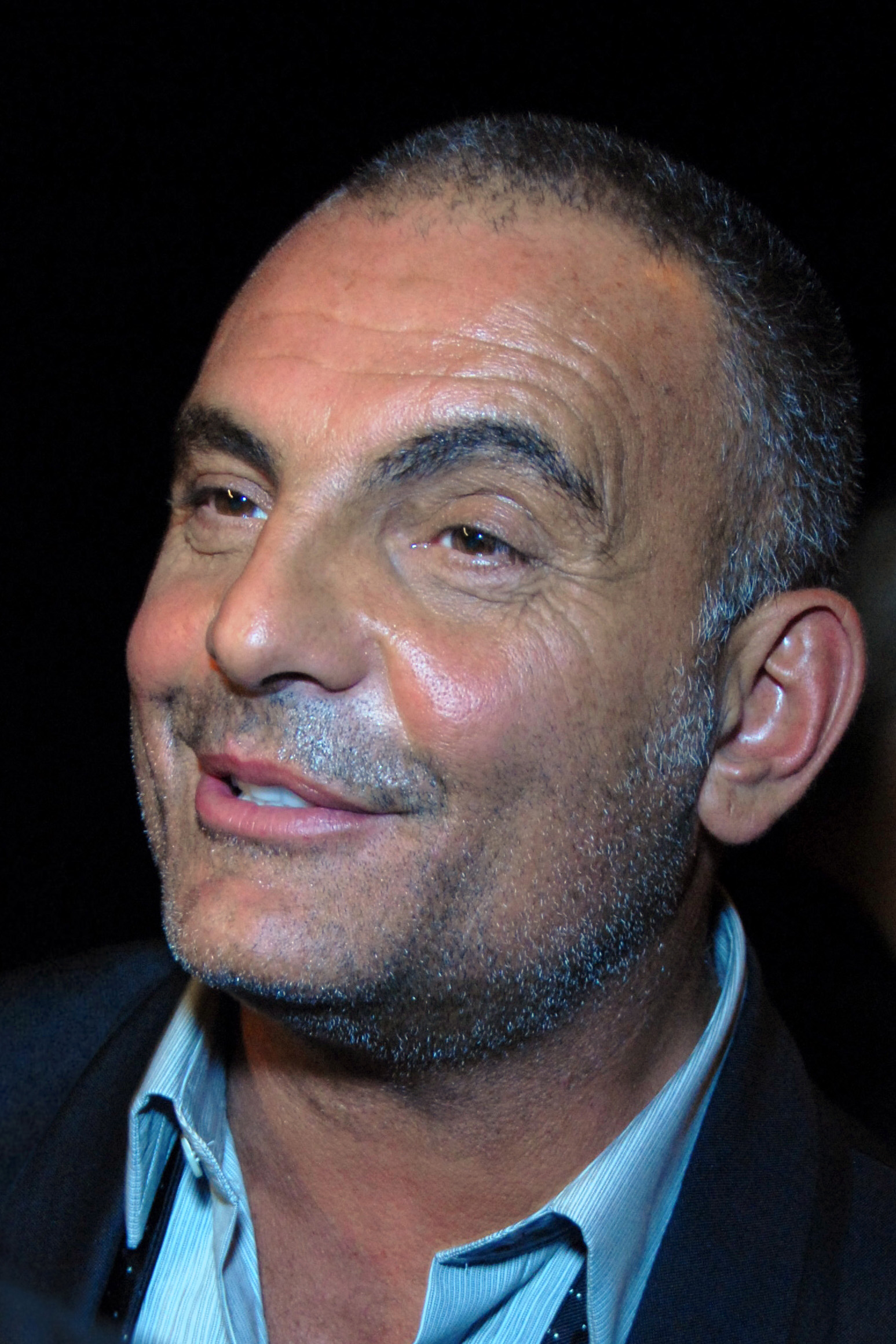
Christian Audigier (2007)

Christian Audigier (* 21. Mai 1958 in Avignon; † 9. Juli 2015 in Los Angeles) war ein französischer Modedesigner und Unternehmer.

## Werdegang
Er wuchs unter schwierigen familiären Bedingungen in Frankreich auf und war früh darauf angewiesen, sein eigenes Geld zu verdienen. Im Alter von 16 Jahren wurde er von einem Jeans-Label entdeckt, weil er als Verkäufer sehr erfolgreich war.
Christian Audigier entwarf für mehrere große Labels, darunter Diesel, Lee, Levi’s und Von Dutch. Als Chefdesigner von Von Dutch schaffte er den Durchbruch. Unter anderem setzte er mit Baseballmützen, eigentlich typische Trucker-Mode, einen modischen Trend. Audigier hat sich von der Mode des White Trash und von Rock’n’Roll inspirieren lassen.
2011 verkaufte er das Modelabel Ed Hardy, basierend auf der Arbeit mit Don Ed Hardy.
Seine letzten Projekte waren Smet in Zusammenarbeit mit Johnny Hallyday, das Label Crystal Rock seiner Tochter Crystal und sein eigenes Label Christian Audigier. Im Juli 2015 starb Audigier im Alter von 57 Jahren im Cedars-Sinai Medical Center in Los Angeles an den Folgen eines Myelodysplastischen Syndroms.

## Labels

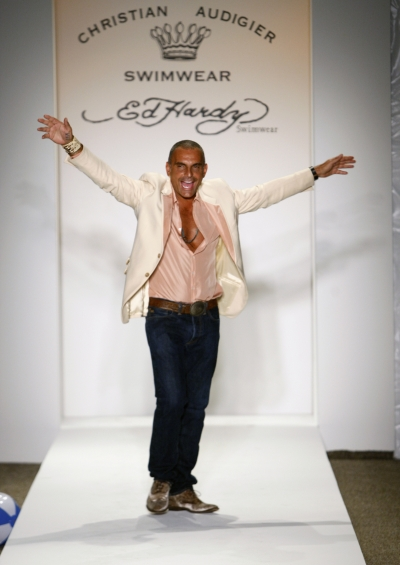
Christian Audigier während einer seiner Fashionshows

- Ed Hardy (2011 verkauft)
- Smet
- Christian Audigier
- Crystal Rock
- Paco Chicano
- Deathcryption
- Evel Knievel
- C-Bar-A
- Savoir Faire
- Rock Fabulous
- The Same Guy
- Lord Baltimore & Lady Baltimore